# Голомб, Элияху
Элияху Голомб (2 марта 1893, Волковыск, Гродненская губерния — 11 июня 1945, Тель-Авив, Подмандатная Палестина) — сионистский деятель, один из политических и военных лидеров еврейского ишува в Палестине. Голомб стоял у истоков создания отрядов еврейской самообороны в Палестине («Хаганы», а затем «Пальмаха»), был делегатом Всемирных сионистских конгрессов и членом Ваад Леуми — главного органа исполнительной власти в ишуве.

## Биография
Элияху Голомб родился 2 марта 1893 года в городе Волковыск Гродненской губернии Российской империи. Его отец Нафтали владел мельницей в Волковыске и, как зажиточный человек, имел возможность дать сыну хорошее образование. Так Элияху в 1909 году после окончания хедера и учёбы в русской гимназии был отправлен в Палестину, где к тому времени открылась первая в мире гимназия с преподаванием на иврите — гимназия «Герцлия». 
В Палестине Элияху проникся идеями сионизма и после окончания седьмого класса собирался бросить учёбу, чтобы заняться сельским хозяйством в Бен-Шемене, но родители, к этому времени также иммигрировавшие в Палестину, настояли на продолжении занятий. В 1913 году Элияху Голомб стал одним из первых выпускников «Герцлии». Его выпуск, в который также входили Моше Шерток (Шарет) и Дов Хоз (впоследствии шурин и свояк Голомба, женившегося на Аде Шерток), в дальнейшем играл видную роль в становлении еврейского ишува в Палестине.
По окончании учёбы Голомб вместе с другими выпускниками гимназии отправился в кибуцы Дгания и Кинерет, где начал заниматься возделыванием земли. Вскоре, однако, одна за другой последовали две трагедии, оказавшие ключевое влияние на дальнейшую судьбу Голомба: за два дня местными арабами были убиты в поле два его одноклассника: Моше Барский и Иосиф Зальцман. Эти события убедили Голомба в необходимости организации самообороны еврейского населения Палестины.
Вскоре после этого в Тель-Авиве умер Нафтали Голомб, и Элияху пришлось вернуться из кибуца в город, где он взял на себя управление оставшейся после отца мельницей. Тем не менее он сохранял тесные связи с сионистами-социалистами, и продолжал работать над организацией еврейских отрядов самообороны. После начала Первой мировой войны Голомб старался отговорить Шертока и Хоза от мобилизации в турецкую армию, а Иосифа Трумпельдора, с которым подружился в Дгании, от выезда за границу, опасаясь, что их отсутствие подорвёт силы ишува. Сам Элияху тоже отказался идти в армию, и некоторое время вынужден был скрываться как дезертир. Однако, поскольку мельница Голомбов поставляла муку турецкой армии, он получил освобождение от воинской службы и использовал доставку муки как способ тайной перевозки оружия еврейским отрядам самообороны. Когда стало известно о намерении турецких властей депортировать еврейское население Яффы вглубь империи, Голомб был одним из сторонников идеи вооружённого сопротивления депортации.
Напротив, в 1918 году, после того как контроль над Палестиной перешёл в руки британцев, Голомб стал одним из первых, кто вступил в ряды Еврейского легиона британской армии, и развернул агитацию за вступление в него еврейской молодёжи. В Еврейском легионе он познакомился с идеологом рабочего сионизма Берлом Кацнельсоном, по рекомендации которого в 1919 году вступил в партию «Ахдут ха-Авода». Уже в 1920 году на съезде этой партии было принято решение об организации централизованной военной организации ишува — «Хаганы», одним из горячих сторонников которого был Голомб. Он отстаивал идею отрядов самообороны как всенародной милиции в противовес взглядам Исраэля Шохата и других лидеров организации «Ха-Шомер», считавших, что еврейская армия должна быть профессиональной.
С 1919 года Голомб был членом центрального комитета «Ахдут ха-Авода», а после её вхождения в партию «МАПАЙ» в 1930 году — членом центрального комитета новой партии. С 1920 года он был членом Ваад Леуми — главного органа исполнительной власти ишува, а с 1921 года — постоянным делегатом Всемирных сионистских конгрессов. Во время арабской атаки на еврейское поселение Тель-Хай в Галилее Голомб попытался провести туда подмогу из центра страны, но опоздал: поселение было захвачено арабами, восемь его защитников, включая Трумпельдора, погибли. Через год, когда начались погромы в Яффе, Голомб прибыл в город из Дгании с чемоданом оружия, и сумел организовать оборону еврейских кварталов. В 20-е годы он несколько раз выезжал за границу для секретных закупок оружия, а с 1931 года стал членом центрального командования «Хаганы». Во время арабского восстания 1936—1939 годов Голомб был одним из инициаторов создания «полевых отрядов» по защите еврейских поселений, придерживаясь доктрины жёсткого вооружённого отпора нападениям со стороны арабов, но отвергая идею «акций возмездия». Видя силу еврейских вооружённых сил в единстве, он несколько раз встречался с Владимиром Жаботинским, пытаясь добиться воссоединения «Хаганы» с отколовшимися от неё ревизионистскими вооружёнными организациями «ЭЦЕЛ» и «ЛЕХИ», но успеха не добился (объединению воспротивился лично лидер «МАПАЙ» Давид Бен-Гурион, объяснявший свою позицию «соображениями государственной дисциплины»). В последние годы жизни он стоял у истоков создания основной ударной силы «Хаганы» — отряда «Пальмах». В годы Второй мировой войны Голомб активно сотрудничал с британскими вооружёнными силами, способствовал включению палестинских евреев в операции британских спецслужб, подготовке еврейских диверсантов к выброске в оккупированные страны Европы, а ближе к концу войны — созданию Еврейской бригады в составе британской армии.

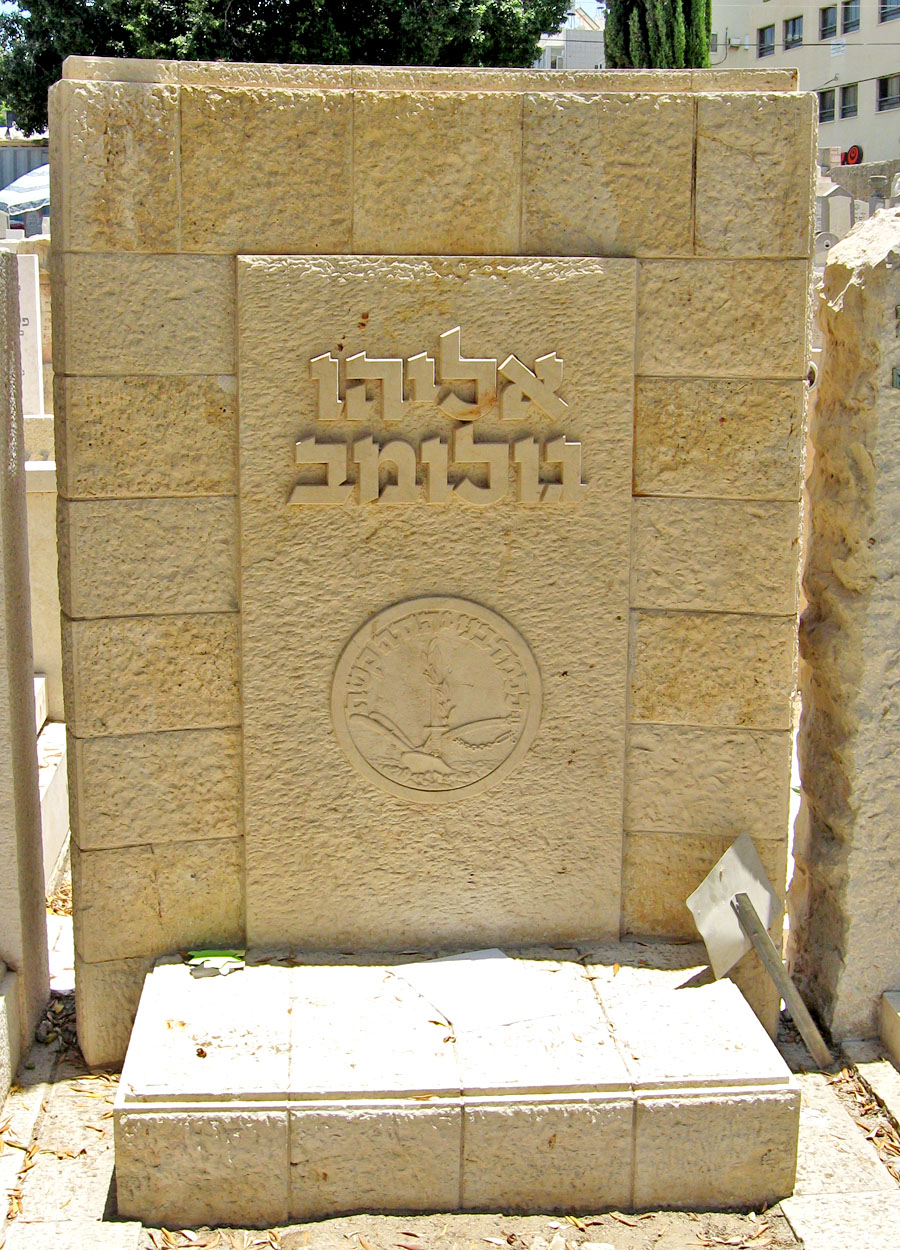
Могила Элияху Голомба на кладбище Трумпельдор в Тель-Авиве

Элияху Голомб умер в 1945 году в возрасте 52 лет. В его доме в Тель-Авиве в настоящее время действует музей «Хаганы», носящий в его честь название «Бейт-Элияху». В его честь названы также кибуц Нир-Элияху, основанный в 1950 году, район Тель-Авива Яд-Элияху и улицы в ряде городов Израиля. Сын Элияху Голомба Давид был депутатом кнессета от партий «Маарах» и «Шинуй».